# Lasse Persson (journalist)
Lars Henrik Atterdag Persson, född 2 juni 1921 i Jönköping, död 24 mars 2000 i S:t Görans församling i Stockholm, var en svensk journalist. Han var under sin långa karriär bland annat redaktionschef på Expressen och tidningens korrespondent för Östeuropa baserad i Warszawa när järnridån började rämna.
Efter studentexamen i Borås (1940) och studier i Lund började han på Borås Tidning 1943. Han kom till tidningen Aurora i Ystad samma år och 1945 till GT i Göteborg. Under ett halvår strax efter andra världskriget fick han stipendium för att studera medier i USA, dit han reste med sin hustru Gunnel båtvägen. 
År 1950 anställdes han på Expressen. Han blev redaktionssekreterare 1952, biträdande redaktionschef 1967 och var redaktionschef mellan 1973 och 1977. Han blev specialreporter för Östeuropa 1977 och var tidningens korrespondent i Warszawa från 1982 och tolv år framåt. Sedan 1987 var han senior editor.
Under tiden på Expressen var Lasse Persson även nordisk korrespondent för den brittiska tidningen Sunday Times, senare stringer för samma tidning.
I boken Expressens nedgång och förfall beskriver Expressenmedarbetaren Ulf Nilson Lasse Persson som "sin generations bäste journalist".
Lasse Persson är gravsatt i minneslunden på Bromma kyrkogård.